# استیون شی
استیون شی (انگلیسی: Stephen Shea؛ زادهٔ ۲۱ دسامبر ۱۹۶۱) بازیگر اهل ایالات متحده آمریکا است.
از فیلم‌ها یا مجموعه‌های تلویزیونی که وی در آن‌ها نقش داشته‌است، می‌توان به بادام زمینی‌ها و اسنوپی، بیا خونه اشاره نمود.